# NGC 4134
NGC 4134 is een spiraalvormig sterrenstelsel in het sterrenbeeld Hoofdhaar. Het hemelobject werd op 11 april 1785 ontdekt door de Duits-Britse astronoom William Herschel.

## Synoniemen
- UGC 7130
- MCG 5-29-23
- ZWG 158.31
- KUG 1206+294
- IRAS 12066+2927
- PGC 38605